# Illinichernes stephensi
Espèce
Illinichernes stephensi est une espèce de pseudoscorpions de la famille des Chernetidae.

## Distribution
Cette espèce se rencontre aux États-Unis et au Mexique.

## Description
Les mâles mesurent de 2,16 à 2,59 mm et les femelles de 2,38 à 3,32 mm.

## Étymologie
Cette espèce est nommée en l'honneur de Charles L . Stephens.

## Publication originale
- Benedict & Malcolm, 1982 : Pseudoscorpions of the family Chernetidae newly identified from Oregon (Pseudoscorpionida, Cheliferoidea). Journal of Arachnology, vol. 10, no 2, p. 97-109 (texte intégral).